# Salagnon
Salagnon és un municipi francès situat al departament de la Isèra i a la regió d'Alvèrnia-Roine-Alps. L'any 2007 tenia 1.149 habitants.

## Demografia

### Població
El 2007 la població de fet de Salagnon era de 1.149 persones. Hi havia 414 famílies de les quals 69 eren unipersonals (42 homes vivint sols i 27 dones vivint soles), 111 parelles sense fills, 192 parelles amb fills i 42 famílies monoparentals amb fills.
La població ha evolucionat segons el següent gràfic:
Habitants censats

### Habitatges
El 2007 hi havia 466 habitatges, 420 eren l'habitatge principal de la família, 28 eren segones residències i 18 estaven desocupats. 434 eren cases i 28 eren apartaments. Dels 420 habitatges principals, 365 estaven ocupats pels seus propietaris, 48 estaven llogats i ocupats pels llogaters i 8 estaven cedits a títol gratuït; 2 tenien una cambra, 20 en tenien dues, 30 en tenien tres, 134 en tenien quatre i 234 en tenien cinc o més. 358 habitatges disposaven pel capbaix d'una plaça de pàrquing. A 141 habitatges hi havia un automòbil i a 263 n'hi havia dos o més.

### Piràmide de població
La piràmide de població per edats i sexe el 2009 era:
| Homes | Edats   | Dones |
| ----- | ------- | ----- |
| 0     | 95 o +  | 0     |
| 0     | 90 a 94 | 4     |
| 4     | 85 a 89 | 4     |
| 0     | 80 a 84 | 8     |
| 4     | 75 a 79 | 16    |
| 8     | 70 a 74 | 20    |
| 28    | 65 a 69 | 8     |
| 12    | 60 a 64 | 8     |
| 32    | 55 a 59 | 28    |
| 40    | 50 a 54 | 28    |
| 20    | 45 a 49 | 36    |
| 48    | 40 a 44 | 36    |
| 40    | 35 a 39 | 48    |
| 40    | 30 a 34 | 40    |
| 28    | 25 a 29 | 16    |
| 4     | 20 a 24 | 24    |
| 48    | 15 a 19 | 28    |
| 52    | 10 a 14 | 24    |
| 44    | 5 a 9   | 32    |
| 28    | 0 a 4   | 24    |

## Economia
El 2007 la població en edat de treballar era de 779 persones, 623 eren actives i 156 eren inactives. De les 623 persones actives 577 estaven ocupades (309 homes i 268 dones) i 47 estaven aturades (15 homes i 32 dones). De les 156 persones inactives 46 estaven jubilades, 75 estaven estudiant i 35 estaven classificades com a «altres inactius».

### Ingressos
El 2009 a Salagnon hi havia 425 unitats fiscals que integraven 1.214,5 persones, la mediana anual d'ingressos fiscals per persona era de 19.624 €.

### Activitats econòmiques
Dels 40 establiments que hi havia el 2007, 3 eren d'empreses de fabricació d'altres productes industrials, 14 d'empreses de construcció, 7 d'empreses de comerç i reparació d'automòbils, 1 d'una empresa de transport, 1 d'una empresa d'hostatgeria i restauració, 1 d'una empresa d'informació i comunicació, 3 d'empreses immobiliàries, 9 d'empreses de serveis i 1 d'una empresa classificada com a «altres activitats de serveis».
Dels 12 establiments de servei als particulars que hi havia el 2009, 1 era un taller de reparació d'automòbils i de material agrícola, 6 paletes, 1 fusteria, 2 electricistes i 2 agències immobiliàries.
L'any 2000 a Salagnon hi havia 8 explotacions agrícoles que ocupaven un total de 200 hectàrees.

## Equipaments sanitaris i escolars
El 2009 hi havia una escola elemental.

## Poblacions més properes
El següent diagrama mostra les poblacions més properes.